# Чемпионат России по самбо 2010
Чемпионат России по самбо 2010 года среди мужчин проходил в Ярославле с 4 по 8 марта.

## Медалисты
| Весовая категория | Золото                           | Серебро                               | Бронза                                                 |
| ----------------- | -------------------------------- | ------------------------------------- | ------------------------------------------------------ |
| до 52 кг          | Валерий Сороноков Пышма          | Толобек Бекетов Саратов               | Айрат Садыков Башкортостан Артём Сарычев Выкса         |
| до 57 кг          | Сергей Ялышев Санкт-Петербург    | Аймерген Аткунов Свердловская область | Эльшан Агаев Радужный Илья Тухфатуллин Москва          |
| до 62 кг          | Виталий Уин Алтайский край       | Илья Хлыбов Свердловская область      | Виталий Сергеев Москва Дамир Гильванов Новокузнецк     |
| до 68 кг          | Никита Клецков Москва            | Денис Давыдов Балашиха                | Андрей Горобец Армавир Алексей Огарышев Владимир       |
| до 74 кг          | Дмитрий Лебедев Пышма            | Илья Лебедев Пышма                    | Александр Шабуров Курган Александр Шаров Кстово        |
| до 82 кг          | Раис Рахматуллин Нижний Новгород | Михаил Полянсков Рязань               | Андрей Моторкин Брянск Алексей Харитонов Заречный      |
| до 90 кг          | Эдуард Кургинян Армавир          | Альсим Черноскулов Пышма              | Шейх-Магомед Вакаев Аргун Азамат Ситимов Лабинск       |
| до 100 кг         | Артём Осипенко Брянск            | Евгений Исаев Краснокамск             | Дмитрий Минаков Брянск Максим Неганов Москва           |
| свыше 100 кг      | Виталий Минаков Брянск           | Андрей Волков Рязань                  | Константин Ратько Владимир Михаил Старков Екатеринбург |

## Командное первенство

### По округам
1. Уральский федеральный округ;
2. Приволжский федеральный округ;
3. Центральный федеральный округ.

### По субъектам
1. Свердловская область;
2. Брянская область;
3. Нижегородская область.